# Gombík
Un gombík est un bouton ou un bijou typique de la région de Grande Moravie aux IXe siècle et Xe siècle.

## Description
Le gombík est un objet creux, porté en pendentif, de forme sphérique, doté d'un œil, composé de deux hémisphères reliés entre eux. Il est souvent en cuivre doré. D'autres sont en argent.

## Répartition
Des gombiks ont également été trouvés dans le sud de la Pologne, en Tchéquie, dans les tumulus de Gnezdovo (en), et à l'Izmerische Selische au Tatarstan en Russie.

## Galerie

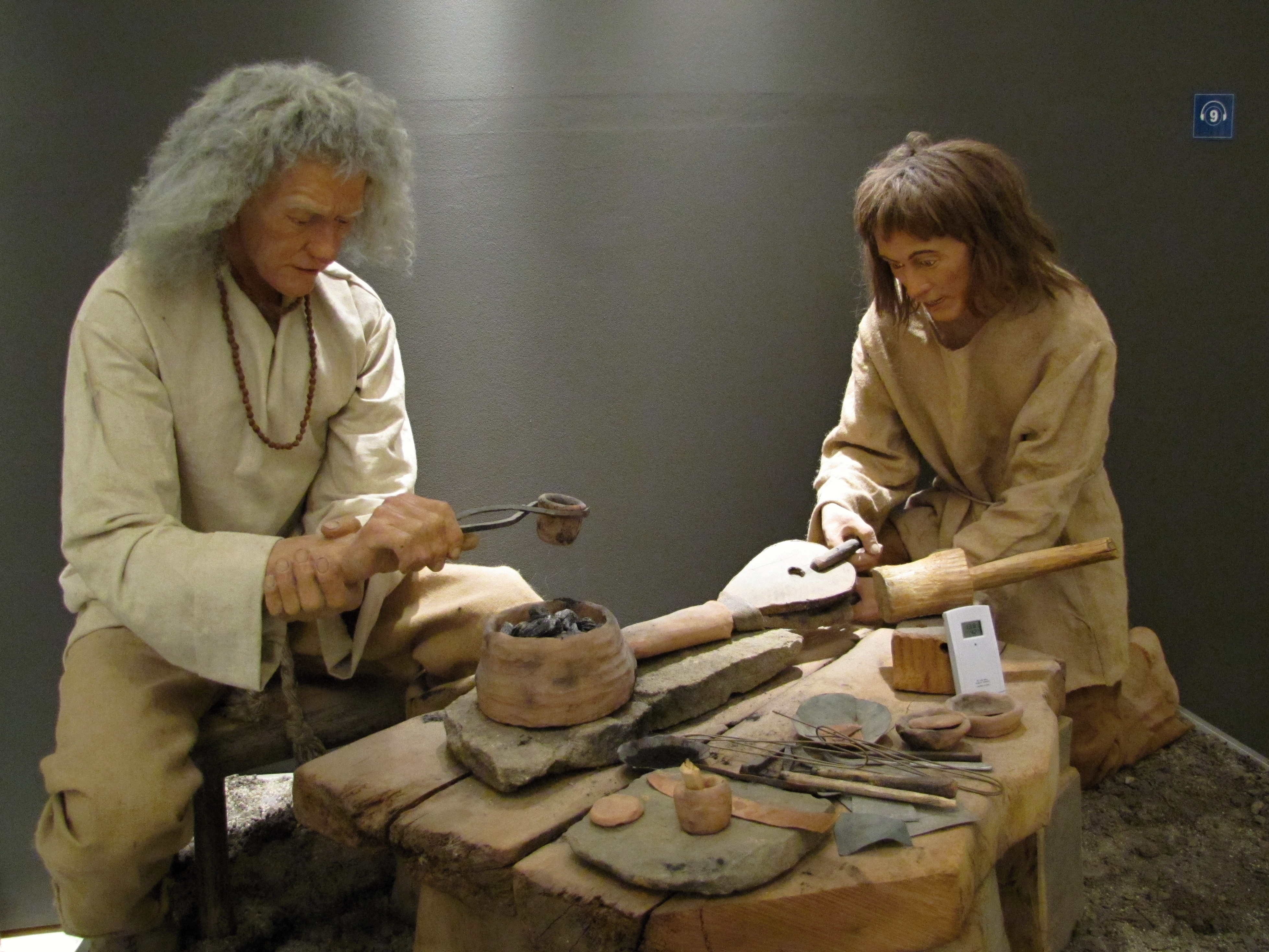
Reconstitution de la fabrication des gombiks dans un musée de Pohansko (zámek) (cs)
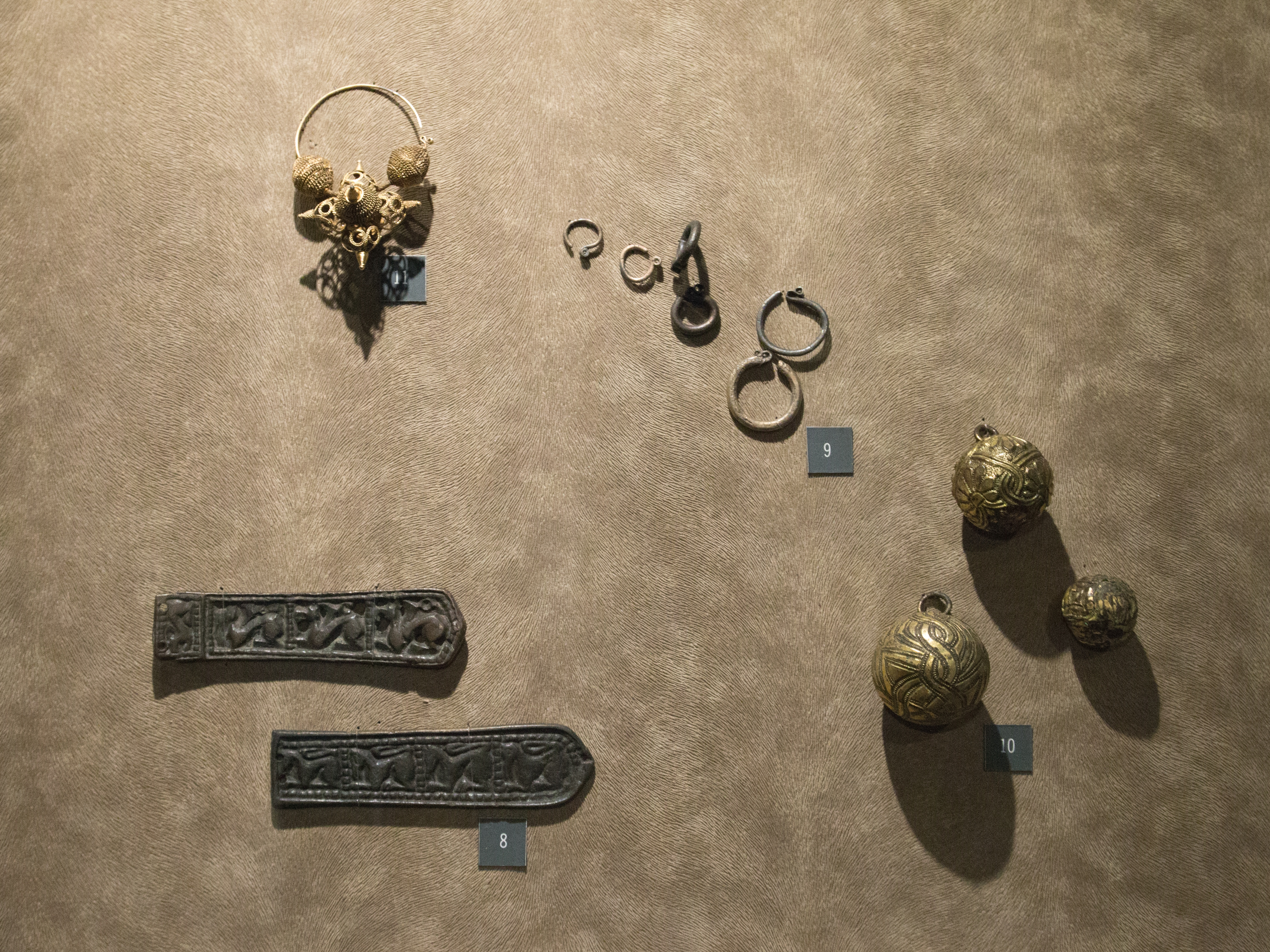
Les bijoux de la période slave : (8) boucle de ceinture en bronze, trouvé à Prague lors de la démolition des murs de la ville. (9) Anneaux de temple en argent et en bronze provenant d'un cimetière à Praha Motol. Bijoux typiquement slaves. (10) Boutons de gombik dorés provenant de Žalov près de Roztoky. (11) Boucle d'oreille en or de Žalov près de Roztoky. Le musée de la ville de Prague.
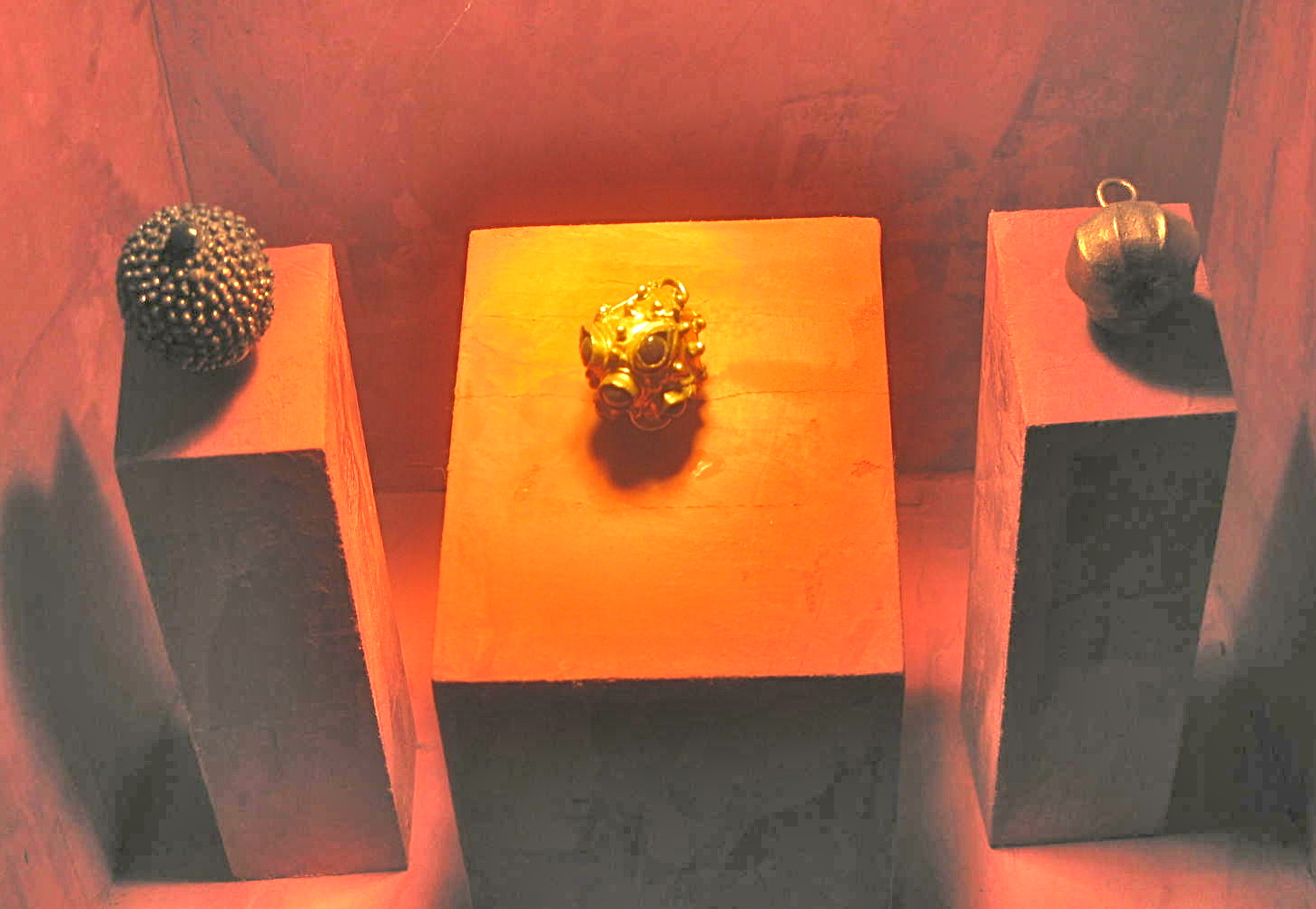
Mikulčice. Objets dorés provenant de sépultures
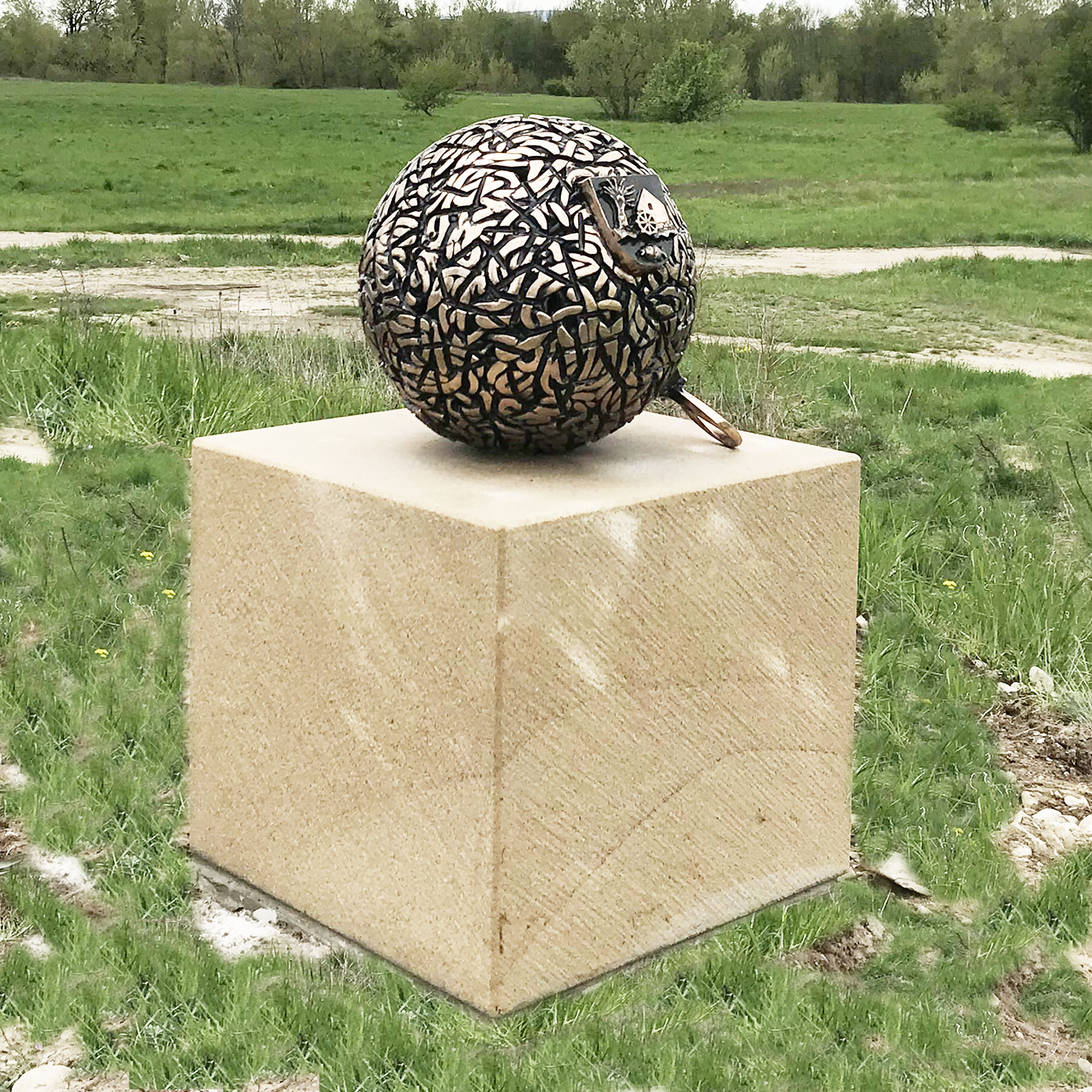
Sculpture sur la Piste cyclable de St. Methodius (cs)